# Diecezja drohiczyńska
Diecezja drohiczyńska (łac. Dioecesis Drohiczinensis) – jedna z 3 diecezji obrządku łacińskiego w metropolii białostockiej. Położona jest na obszarze wschodniej Polski. Terytorialnie teren Diecezji Drohiczyńskiej to część województwa mazowieckiego, podlaskiego oraz lubelskiego (jedna parafia, Gnojno). Została proklamowana przez papieża Jana Pawła II 5 czerwca 1991, podczas liturgii mszalnej na błoniach pod Białymstokiem, a powiększona 25 marca 1992 bullą Jana Pawła II Totus Tuus Poloniae Populus. W jej skład weszły wówczas trzy dekanaty z diecezji siedleckiej: węgrowski, sokołowski, sterdyński oraz część dekanatów: liwskiego, łosickiego i janowskiego.

## Historia
Ziemie, które obecnie obejmuje diecezja drohiczyńska, w XII wieku w części należały do diecezji płockiej. Od połowy XIII wieku sięgały tutaj wpływy diecezji chełmskiej i przypuszczalnie pod koniec XIV wieku diecezji włodzimierskiej. Od początku XV wieku aż do schyłku XVIII wieku większa część Podlasia należała do diecezji łuckiej, zwanej czasami łucko-brzeską.
Po trzecim rozbiorze Polski, część diecezji leżąca po prawej strony Bugu znalazła się w zaborze pruskim (do 1807) - w diecezji wigerskiej (1799). Po traktacie tylżyckim tereny te zostały włączone do archidiecezji mohylewskiej. Od 1850 (formalnie od 1848) ziemie te objęła diecezja wileńska. W 1925 - w ramach reorganizacji granic diecezji katolickich w Polsce przez Piusa XI zabużańskie Podlasie weszło do diecezji pińskiej.
W okresie powojennym od 1950 terenem tej diecezji zarządzał administrator apostolski rezydujący w Drohiczynie. Ze względu na trudną sytuację polityczną, administratorzy apostolscy unikali nazwy diecezja pińska, a w to miejsce używali określenia diecezja w Drohiczynie n. Bugiem. W latach natężonych represji komunistycznych (1951–1957) diecezja prowadziła seminarium we współpracy z diecezją siedlecką. 7 stycznia 1957 ks. infułat Michał Krzywicki, administrator apostolski, powołał do istnienia własne Wyższe Seminarium Duchowne.
Pierwszym ordynariuszem nowej diecezji został mianowany Władysław Jędruszuk, dotychczasowy administrator apostolski diecezji pińskiej. Kościół pw. Trójcy Przenajświętszej w Drohiczynie, wzniesiony przez jezuitów w latach 1696–1709, stał się katedrą biskupa i diecezji. Siedzibą biskupów drohiczyńskich są gmachy dawnego zespołu pojezuickiego (XVII-XVIII wiek). Tutaj też znajduje się Kuria Diecezjalna, Archiwum Diecezjalne oraz Wyższe Seminarium Duchowne.
Część diecezji leżąca po lewej stronie Bugu, podobnie jak północno-wschodnia, do trzeciego rozbioru Polski należała do diecezji łucko-brzeskiej. Od 1805 tereny te zostały włączone do nowo powołanej diecezji lubelskiej, a częściowo do warszawskiej. W 1818 część lubelska weszła do diecezji janowskiej, zwanej podlaską. Ukazem carskim z dnia 22 maja 1867 diecezja janowska została skasowana i włączona do diecezji lubelskiej. Po odzyskaniu niepodległości przez Polskę, papież Benedykt XV w 1918 odłączył diecezję Janowską od lubelskiej. Na mocy bulli "Vix dum Poloniae unitas" z 28 października 1925 diecezja Janowska otrzymała oficjalnie nazwę - diecezja siedlecka czyli podlaska. 
Diecezja  drohiczyńska została utworzona w 1991 z pozostałej w Polsce części diecezji pińskiej. W 1992 diecezja została powiększona o trzy dekanaty z diecezji siedleckiej  –  węgrowski, sokołowski, sterdyński – oraz część dekanatów liwskiego, łosickiego i janowskiego. 
Do najważniejszych wydarzeń w historii diecezji należy zaliczyć: powołanie Kapituły Katedralnej (1991) i Kolegiackiej (1992), Sądu Biskupiego (1993), zbudowanie nowego gmachu Wyższego Seminarium Duchownego (1993-1995), powołanie Caritas Diecezji Drohiczyńskiej (1994), reorganizację sieci dekanalnej (1995), I Synod Diecezji Drohiczyńskiej (1994-1997), koronację papieskimi koronami obrazu Matki Bożej Miedzeńskiej (1996) oraz wizytę w Drohiczynie Jana Pawła II (10 czerwca 1999).

## Miasta diecezji
| herb | miasto                                  | dekanat          | województwo | powiat           | ludność | liczba parafii |
| ---- | --------------------------------------- | ---------------- | ----------- | ---------------- | ------- | -------------- |
|      | Bielsk Podlaski                         | Bielsk Podlaski  | podlaskie   | bielski          | 25 611  | 4              |
|      | Hajnówka                                | Hajnówka         | podlaskie   | hajnowski        | 20 919  | 2              |
|      | Sokołów Podlaski                        | Sokołów Podlaski | mazowieckie | sokołowski       | 18 924  | 3              |
|      | Siemiatycze                             | Siemiatycze      | podlaskie   | siemiatycki      | 14 590  | 2              |
|      | Węgrów                                  | Węgrów           | mazowieckie | węgrowski        | 12 765  | 3              |
|      | Łochów                                  | Łochów           | mazowieckie | węgrowski        | 6 848   | 1              |
|      | Ciechanowiec (lewobrzeżna część miasta) | Ciechanowiec     | podlaskie   | wysokomazowiecki | 4 655   | 1 (2)          |
|      | Brańsk                                  | Brańsk           | podlaskie   | bielski          | 3 785   | 1              |
|      | Kosów Lacki                             | Sterdyń          | mazowieckie | sokołowski       | 2 120   | 1              |
|      | Drohiczyn                               | Drohiczyn        | podlaskie   | siemiatycki      | 2 011   | 1              |
|      | Kleszczele                              | Hajnówka         | podlaskie   | hajnowski        | 1 297   | 1              |

## Instytucje diecezjalne

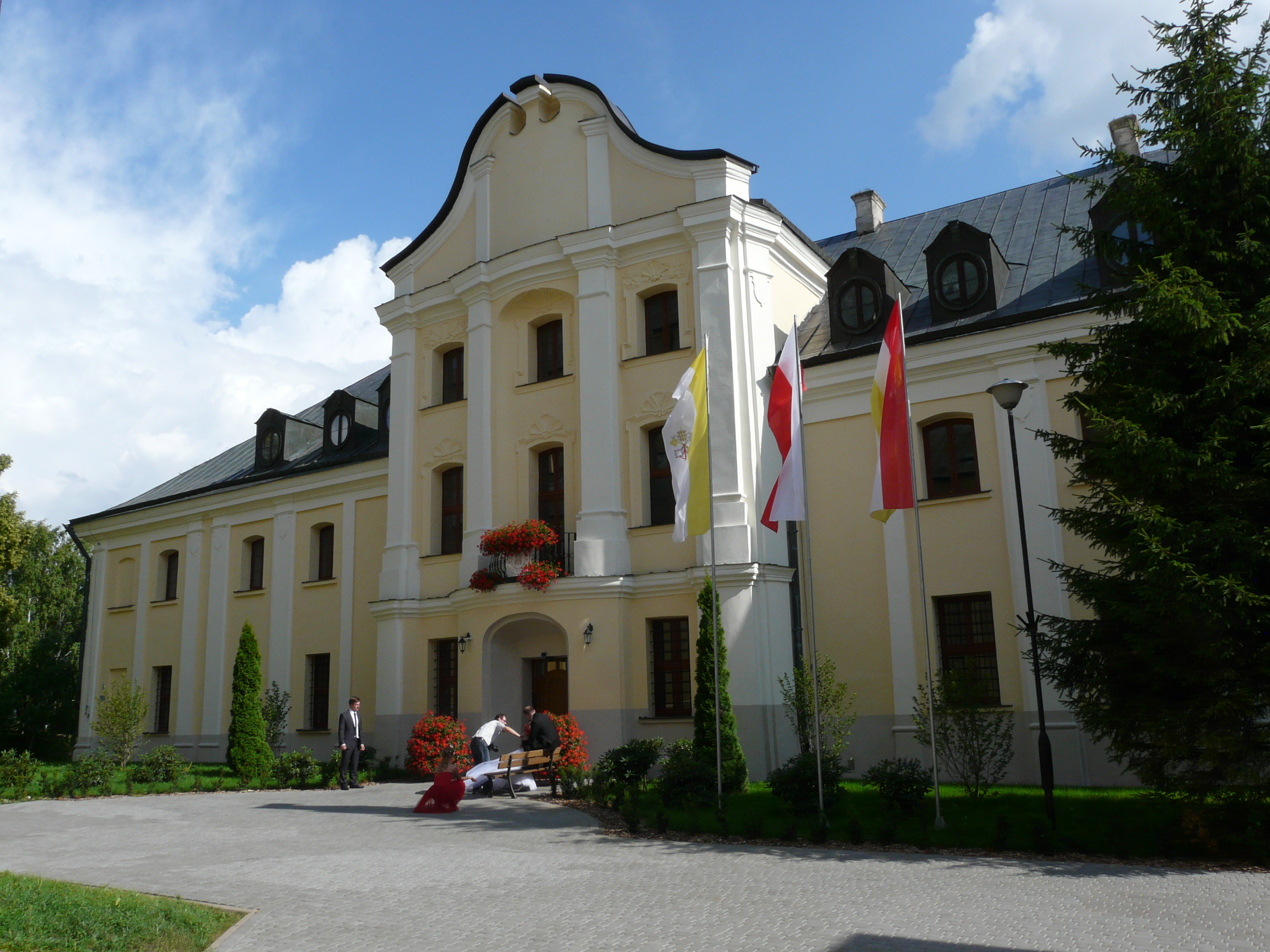
Siedziba biskupów drohiczyńskich (dawne kolegium jezuickie z 1746)

- Kuria diecezjalna
- Caritas diecezjalne
- Sąd diecezjalny
- Wyższe Seminarium Duchowne

## Biskupi

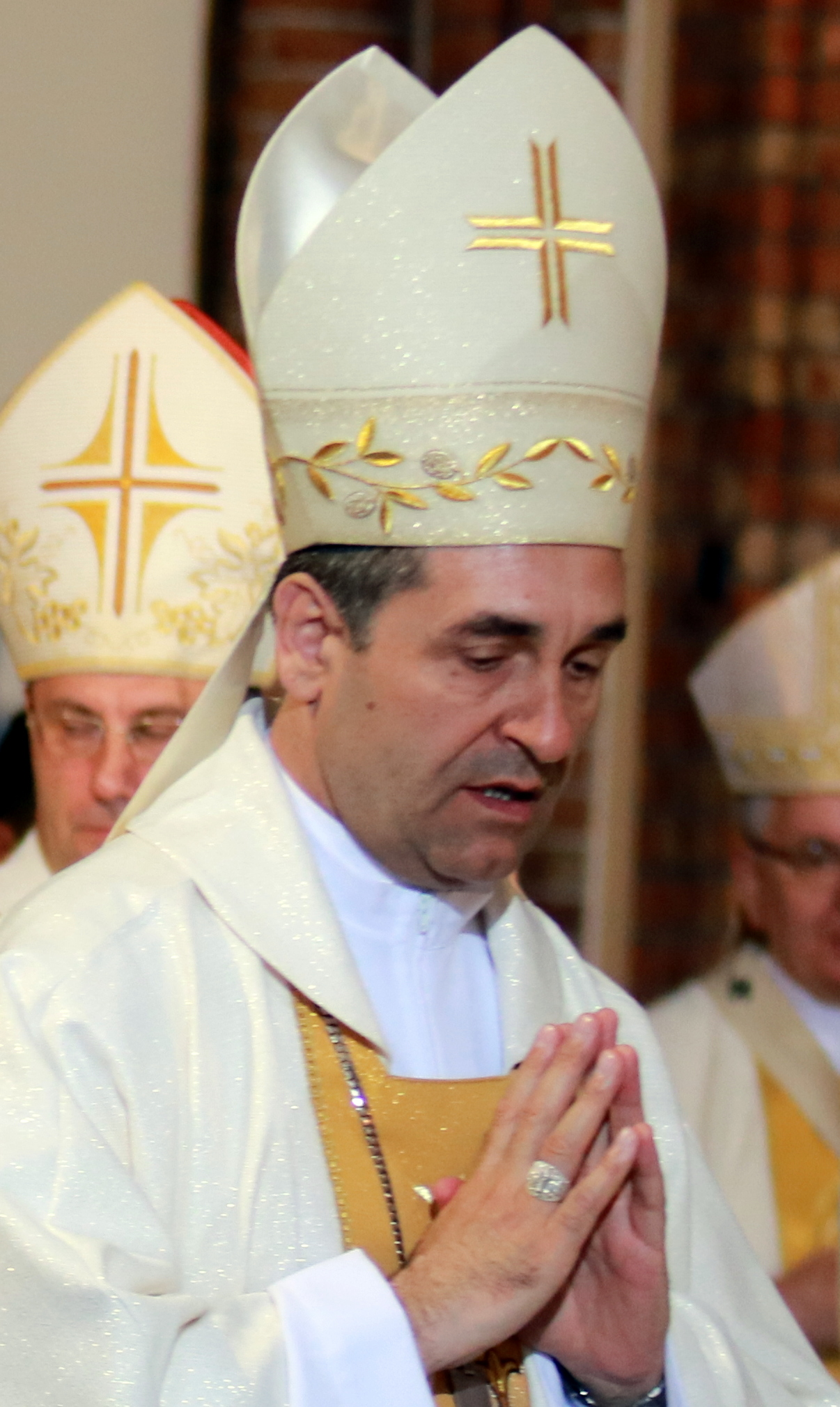
Piotr Sawczuk – biskup diecezjalny

### Biskup diecezjalny
- bp Piotr Sawczuk – od 2019

### Biskupi seniorzy
- bp Antoni Dydycz OFMCap – biskup diecezjalny drohiczyński w latach 1994–2014, senior od 2014
- bp Tadeusz Pikus – biskup diecezjalny drohiczyński w latach 2014–2019, senior od 2019

## Główne świątynie diecezji

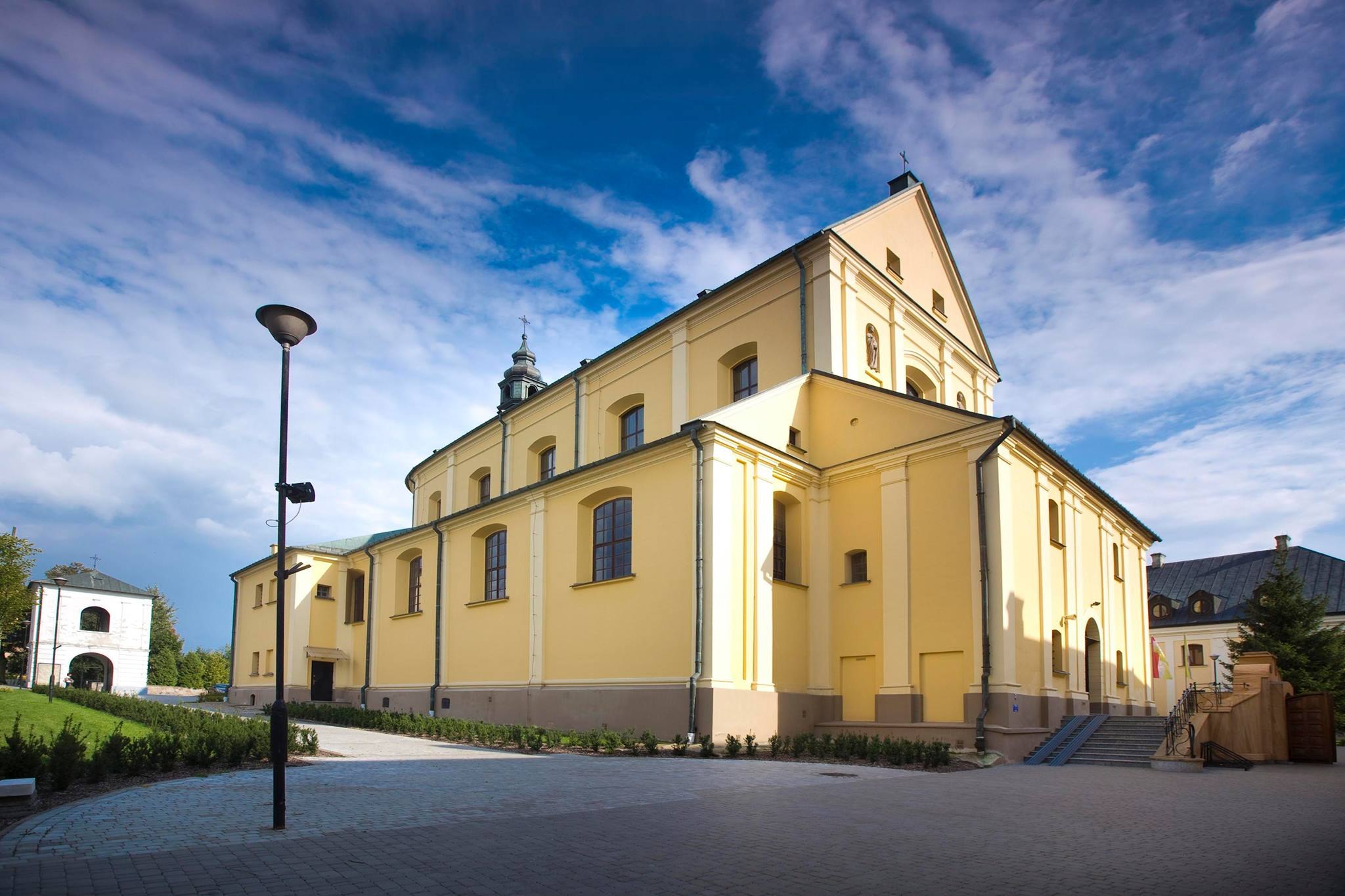
Katedra Trójcy Przenajświętszej w Drohiczynie

- Katedra Trójcy Przenajświętszej w Drohiczynie
- Konkatedra Niepokalanego Serca Najświętszej Maryi Panny w Sokołowie Podlaskim
- Bazylika Wniebowzięcia Najświętszej Marii Panny w Węgrowie

## Sanktuaria diecezjalne[3]
- Sanktuarium w Bielsku Podlaskim
- Sanktuarium w Ciechanowcu
- Sanktuarium w Domanowie
- Sanktuarium w Łazówku
- Sanktuarium w Miedznie
- Sanktuarium w Ostrożanach
- Sanktuarium w Prostyni
- Sanktuarium w Sokołowie Podlaskim
- Sanktuarium w Węgrowie

## Kapituły
- Drohiczyńska kapituła katedralna
- Kolegiacka kapituła węgrowska
- Podlaska kapituła kolegiacka

## Patroni
- Najświętsza Maryja Panna Matka Kościoła
- Święty Kazimierz Królewicz